# Hall of Fame (graffiti)

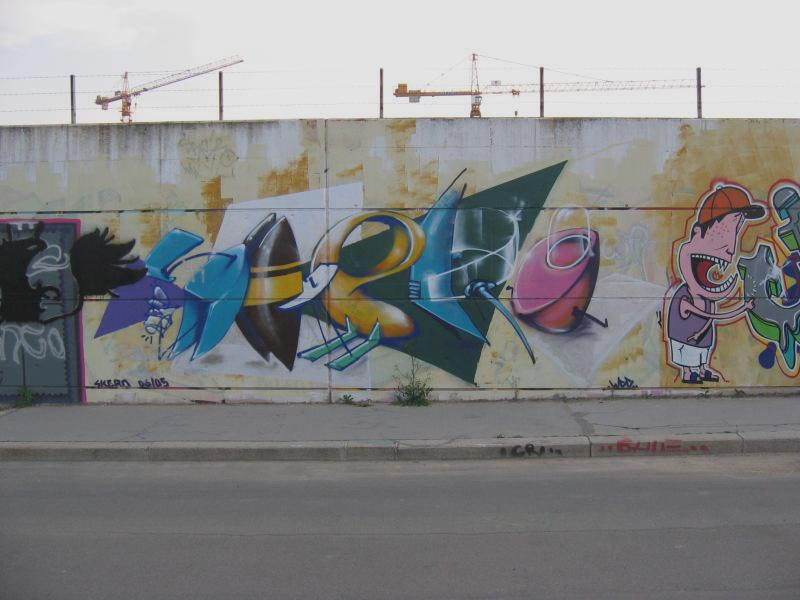
Hall of Fame i Wien

Hall of Fame är, inom graffitikulturen, en mur, byggnad eller vägg, ofta avsides belägen, där många graffitimålare har utfört målningar, i olika stilar och tekniker. En Hall of Fame kan vara laglig - alltså en yta som ställts till förfogande för ändamålet av exempelvis en kommun - eller olaglig. En Hall of Fame skiljer sig från andra platser där graffiti utövas främst genom att målningarna varken tvättas bort eller målas över. Som den allra första i sitt slag brukar nämnas murarna som omger en skolgård med adressen 106th Street/Park Avenue i Spanish Harlem, New York, och graffitimålarna Vulcan och Dez hörde till initiativtagarna 1981. Utifrån denna första Hall of Fame spred sig sedan bruket tillsammans med graffitimåleriet över hela världen, och idag har ofta även mindre orter en Hall of Fame.